# فیودور چرنکوف
فیودور چرنکوف (روسی: Фёдор Фёдорович Черенко́в؛ ۲۵ ژوئیهٔ ۱۹۵۹ – ۴ اکتبر ۲۰۱۴) بازیکن فوتبال اهل اتحاد جماهیر شوروی سوسیالیستی بود.
از باشگاه‌هایی که در آن بازی کرده‌است می‌توان به باشگاه فوتبال اسپارتاک مسکو و تیم فوتبال المپیک اتحاد جماهیر شوروی اشاره کرد.
وی همچنین در تیم‌های ملی فوتبال شوروی و تیم فوتبال المپیک اتحاد جماهیر شوروی بازی کرده‌است.
وی در مسابقات کشوری و بین‌المللی در مجموع برندهٔ ۱ مدال برنز شده‌است.